# المعاهد الهندية لتكنولوجيا المعلومات
المعاهد الهندية لتكنولوجيا المعلومات (Indian Institutes of Information Technology) ( IIIT s) هي مجموعة من 25 مؤسسة بحثية هندسية متعددة التخصصات تعتمد على التكنولوجيا في الهند والتي تركز على تكنولوجيا المعلومات. تم إنشاء وتمويل وإدارة خمسة منها من قبل وزارة التربية والتعليم (MOE). تم إعداد العشرون الأخرى على نموذج الشراكة بين القطاعين العام والخاص، بتمويل من الحكومة المركزية وحكومات الولايات وشركاء الصناعة بنسبة 50:35:15.

## التأسيس
قبل عام 2014، تم إنشاء معاهد التعليم الدولي في جواليور، الله أباد، جابالبور، وكانشيبورام من قبل وزارة تنمية الموارد البشرية.
في عام 2014، تم تقديم مشروع قانون المعاهد الهندية لتكنولوجيا المعلومات لعام 2014 في لوك سابها. سعى مشروع القانون إلى منح وضع المعاهد ذات الأهمية الوطنية (INI) على المعاهد الهندية لتكنولوجيا المعلومات الأربعة. بعد الكثير من النقاش والتغييرات تم تمرير القانون من قبل البرلمان في 1 ديسمبر 2014  وتم نشره كقانون معاهد تكنولوجيا المعلومات الهندية، 2014 في 8 ديسمبر 2014، ودخل حيز التنفيذ في 5 يناير 2015.
في عام 2015، تم إنشاء معهد خامس من قبل وزارة حقوق الإنسان والتنمية في كورنول،  كجزء من التزام الحكومة بموجب قانون إعادة تنظيم ولاية أندرا براديش لعام 2014. منح قانون معاهد تكنولوجيا المعلومات الهندية (المعدل) لعام 2017 وضع INI لمعهد Kurnool.
إلى جانب معاهد الاستثمار الدولية الممولة بالكامل من الحكومة أعلاه، وافق مجلس الوزراء الاتحادي في عام 2010 على خطة لإنشاء عشرين معهدًا آخر للمعهد الدولي للاستثمار، على أساس نموذج الشراكة بين القطاعين العام والخاص، بتمويل من الحكومة المركزية وحكومات الولايات وشركاء الصناعة في النسبة 50 : 35: 15. اعتبارًا من عام 2014، تم تقديم 23 اقتراحًا من قبل 21 ولاية، وتمت الموافقة على 16 اقتراحًا.
اعتبارًا من 2017 ، تم إنشاء 14 من المعاهد الهندية لتكنولوجيا المعلومات، وتلك التي لم يتم إنشاؤها هي تلك الموجودة في Kakinada وAndhra Pradesh وAgartala، Tripura. بالإضافة إلى ذلك، وافقت وزارة حقوق الإنسان والتنمية في عام 2015 على المعهد الدولي للفنون التطبيقية في ناجبور، ماهاراشترا  وفي رانتشي، جهارخاند. تمت الموافقة على معهد في Bhagalpur بولاية بيهار في عام 2016. أخيرًا، لإغلاق قائمة من 20 معهدًا من المعاهد الهندية لتكنولوجيا المعلومات«المعتمدة»، تمت الموافقة على معهد IIIT في سورات بولاية غوجارات وتم إنشاؤه في عام 2017. اعتبارًا من سبتمبر 2017 ، تم بالفعل إنشاء هذه المعاهد الأربعة الأحدث، ولم يتبق سوى المعاهد في كاكينادا وأغارتالا ليتم إنشاؤها.
في 9 أغسطس 2017، تم إخطار قانون المعاهد الهندية لتكنولوجيا المعلومات (الشراكة بين القطاعين العام والخاص) لعام 2017 في الجريدة الرسمية للهند. يمنح القانون وضع INI في 15 معهدًا دوليًا للتكنولوجيا تم إعدادها على وضع الشراكة بين القطاعين العام والخاص (PPP) في فادودارا، جواهاتي، سري سيتي، كوتا، تيروتشيرابالي، كالياني، أونا، سونبات، لكناو، كوتايام، مانيبور، دارواد، بيون، ناجبور، ورانتشي.
ثلاثة من المعاهد الهندية لتكنولوجيا المعلومات التي تم إنشاؤها بموجب نموذج الشراكة في عام 2017، وهي المعاهد في Surat و Bhopal و Bhagalpur، لم يتم ذكرها في قانون PPP لعام 2017، ولم يتم ذكر المعاهد في Kakinada و Agartala.
في عام 2018، وافقت حكومة تريبورا على 50.67 كرور روبية هندية (8٫4 مليون دولار أمريكي) لإنشاء IIIT Agartala، الذي توقف منذ عام 2012، والذي يغطي 5.82 كرور روبية هندية (970٬000 دولار أمريكي) والتي كانت مفقودة من المصادر الخاصة بموجب نموذج PPP. تم تعيين المؤسسة لبدء الفصول الدراسية في الجلسة الأكاديمية 2018-2019 من حرم NIT Agartala.
في عام 2016، منحت الحكومة المركزية الموافقة من حيث المبدأ على المعهد الدولي للفكر الإسلامي في رايشور، كارناتاكا. في عام 2018، أوضحت وزارة حقوق الإنسان والتنمية أن معهد رايشور سيحل رسميًا محل معهد كاكينادا، وطلبت من حكومة الولاية تخصيص أرض للمعهد، وتخطط لجعل المعهد يعمل بحلول العام التالي. ومع ذلك، نظرًا لعدم حيازة الأرض، قررت وزارة حقوق الإنسان والتنمية في عام 2019 نقل المعهد الدولي للفكر الإسلامي إلى حيدر أباد، تيلانجانا. بدأ معهد IIIT Raichur نشاطه الأكاديمي في أغسطس 2019 من الحرم الجامعي المؤقت للمعهد الهندي للتكنولوجيا حيدر أباد، تيلانجانا.
في عام 2020، تم تقديم مشروع قانون (تعديل) المعاهد الهندية لتكنولوجيا المعلومات لعام 2020، حيث أعلن رسميًا عن معاهد التعليم الدولي في سورات، بوبال، بهاجالبور، أغارتالا، ورايشور بالإضافة إلى منحها وضع INI. تمت الموافقة على القانون من قبل Lok Sabha في 20 مارس 2020 ومن قبل Rajya Sabha في 22 سبتمبر 2020.

## القبول
يتم القبول في برامج البكالوريوس في المعاهد الهندية لتكنولوجيا المعلومات لـ 6000 مقعدًا من خلال هيئة تخصيص المقاعد المشتركة و امتحان القبول المشترك - الرئيسي. بالنسبة لبرامج الدراسات العليا، يتم القبول من خلال اختبار القدرات للخريجين في الهندسة (GATE).[بحاجة لمصدر]